# Tour della nazionale maschile di rugby a 15 del Canada 1995
Dopo l'ottima prestazione ai mondiali del 1991 (eliminata nei quarti di finale), la nazionale canadese di rugby XV viene sovente chiamata per tour in Europa e Oceania.
Nel 1995, il Canada si reca a Figi e Nuova Zelanda

## Risultati
| Arbitro: | Peter Marshall |

|          |      |                       |
| Sorovaki | mt   | Evans, Rees J Stewart |
| Turuva   | tr   | Rees 2                |
|          | c.p. | Rees                  |
| Turuva   | drop |                       |

| Timaru 12 aprile 1995 | South Island XV | 19 – 18 | Canada XV |  |

| Palmerston North 15 aprile 1995 | Nuova Zelanda XV | 38 – 17 | Canada XV |  |

| Rotorua 18 aprile 1995 | North Island XV | 35 – 40 | Canada XV |  |

| Arbitro: | Wayne Erickson |

|            |      |      |
| Mehrtens 7 | tr   | Ross |
| Mehrtens 3 | c.p. |      |

| Auckland 23 aprile 1995 | Nuova Zelanda "B" | 54 – 57 | Canada Invit. XV | Onewa Domain |